# Dog Days (série de televisão)
DOG DAYS é uma série de anime japonesa criada por Masaki Tsuzuki e produzida pelo estúdio Aniplex, sob a direção de Keizō Kusakawa.

## História
Shinku Izumi é um garoto comum e bastante atlético, estudante do Colégio Internacional Kinokawa, no Japão, e possuia uma vida normal até que foi "invocado" em um mundo alternativo chamado Flonyard (フロニャルド, Furonyarudo). As pessoas desse mundo se parecem muito com os humanos, exceto por um detalhe: elas possuem orelhas e caudas. Quem pediu que ele fosse trazido para o outro mundo foi Millhiore F. Biscotti, a princesa da República de Biscotti (ビスコッティ共和国, Bisukotti Kyōwa-koku), para que ele ajudasse na guerra contra o Exército Leão de Galette (ガレット獅子団領, Garetto Shishi Gundan).
Após responder ao chamado da Princesa, ele ganhou uma arma sagrada, o Palladion (パラディオン, Paradion), e foi apontado como um Herói, para lutar ao lado de Biscotti na guerra. Diferentemente das guerras da Terra,  as guerras de Flonyard são disputadas sob regras especiais, de forma semelhante a um evento esportivo, com o objetivo de agradar ao povo. Aqueles que participam da guerra pagam uma determinada quantia de dinheiro ao governo que, caso vença a guerra, fica com uma parcela da somatória da arrecadação de ambos os lados. Com a ajuda do Herói, Biscotti vence a guerra e Shinku descobre que, quando um Herói é invocado em Flonyard, ele não pode retornar à sua terra natal, fato esse que a Princesa Millhiore desconhecia.
Os cientistas de Biscotti prometem a ele que descobrirão uma forma de voltar à Terra em 16 dias, o tempo restante até seu encontro com sua amiga Rebecca Anderson, a quem prometeu passar os últimos dias de férias juntos. Até então, ele decide continuar a servir à República como o Herói, conciliando com seu treinamento para o Campeonato de Atletismo.

## Personagens

### Humanos
Shinku Izumi (シンク・イズミ)
Voz: Mamoru Miyano
É o protagonista da história. Ele é um garoto de 13 anos, de descendência inglesa e japonesa, nascido em Cornwall. Ele gosta muito de atletismo. Ele estava se preparando para um torneio quando uma fenda dimensional o levou para o mundo paralelo de Flonyard. Lá, ele encontra a Princesa da República de Biscotti, Millhiore, que lhe explica sobre a situação e que ele havia sido invocado como um Herói, que ajudaria a República a ganhar a guerra. Ele aceita o pedido da princesa e luta ao lado de Biscotti, ajudando a vencer a guerra, mas ao término desta, fica sabendo que quando um Heroi é invocado, ele não pode mais retornar. Os cientistas de Biscotti prometem descobrir uma maneira dele voltar à Terra em um prazo de 16 dias e, enquanto isso, ele servirá à República de Biscotti como seu Herói.E tem sentimentos pela Princesa Millhiore.
Rebecca Anderson (レベッカ・アンダーソン)
Voz: Takahashi Mikako
Ela está na mesma classe que Shinku e é sua melhor amiga. Quando fica sabendo que não poderá retornar à Terra tão cedo, ele consegue ligar para ela e avisa que ficará longe por um tempo. Ele fez isso porque prometeu-lhe que passaria os últimos dias de férias ao seu lado.

### República de Biscotti
Millhiore F. (Firianno) Biscotti (ミルヒオーレ・F（フィリアンノ）・ビスコッティ)
Voz: Horie Yui
Millhiore é a Princesa da República de Biscotti. Diante da pressão exercida em cima dela durante a guerra, ela tomou a decisão de invocar um Herói que ajudasse Biscotti na batalha.  Ela possui uma alma pura e gentil, mesmo mantendo seu comportamento sério como Princesa, ganhando a admiração de todos, inclusive de outros reinos. Porém ela também costuma cometer alguns erros por ser inexperiente, como, por exemplo, invocar um Herói se ao menos saber que ele não poderá reotrnar à sua terra natal. Ela é uma exímia cantora e sua música é muito apreciada pelo povo.Tem fortes sentimentos por Shinku.
Eclair Martinozzi (エクレール・マルティノッジ)
Voz: Taketatsu Ayana
Eclair é a Capitã da Guarda dos Cavaleiros Imperiais, sob o comando de Millhiore. Ela treina para ser um cavaleiro desde a infância e é bastante hábil com a espada dupla. Ela possui grande adimiração e respeito pela Princesa Millhiore. Ela sempre se encontra em problemas devido à "falta de conhecimento do mundo" de Shinku. Ela costuma ser alvo de piadas devido a um complexo de inferioridade de suas orelhas, que são pequenas e se inclinam para baixo, comparadas às dos outros personagens.
Ricotta Elmar (リコッタ・エルマール)
Voz: Mizuki Nana
Ricotta é a Pesquisadora Chefe do Instituto Nacional de Pesquisa de Biscotti. Ela é extremamente inteligente ao mesmo tempo que adorável e tende a ser curiosa sempre que encontra algum aparelho que desconheça. Costuma terminar as frases com "~de arimasu".
Rolan Martinozzi (ロラン・マルティノッジ)
Voz: Koyasu Takehito
Líder dos Cavaleiros de Biscotti, um homem sério e amigo de Millhiore. É irmão de Eclair.
Brioche d'Arquien (ブリオッシュ・ダルキアン)
Voz: Hikasa Yōko
Ela é considerada a mais forte dentre os Cavaleiros de Biscotti. Ela é uma excelente usuária da ōdachi. Ela faz parte da "Força Butai", que atua separadamente de Biscotti, mas ainda segue as ordens da República. Costuma terminar as frases com "sessha" e "~gozaru", uma forma arcaica de fala muito usada pelos samurais.
Yukikaze Panettone (ユキカゼ・パネトーネ)
Voz: Asumi Kana
Geralmente chamada de Yukki é a líder da "Força Butai", que costuma trabalhar junto de Brioche. Ela se aproveita de sua incrível velocidade e de sua grande habilidade com armas para lutar. Ela admira muito Brioche e sempre a chama de "Oyakata-sama" (Minha Senhora), uma forma arcaica de se referir ao Senhorio no Japão.
Amelita Tremper (アメリタ・トランベ)
Voz: Sato Asami
Amelita é a secretária de Millhiore.
Rizel Conchiglie (リゼル・コンキリエ)
Voz: Hirata Mana
Rizel é a chefe das empregadas do Castelo de Firianno.

### Exército Leão de Galette
Leonmitchelli Galette des Rois (レオンミシェリ・ガレット・デ・ロワ)
Voz: Koshimizu Ami
Geralmente chamada de Leo, é a líder e Princesa do Exército Leão de Galette. Durante a sua infância, ela e Millhiore foram grandes amigas, mas, por razões desconhecidas, ela começou a evitar a Princesa de Biscotti. Ela prefere ser chamada de "Sua Majestade" e costuma falar em um tom masculino, similar ao de um homem velho, usando "washi" e "~ja".
Gaul Galette des Rois (ガウル・ガレット・デ・ロワ)
Voz: Kakihara Tetsuya
Gaul é Príncipe de Galette e irmão mais novo de Leo. Seu estilo de batalha lembra muito o de Shinku, assim como sua "capacidade" para se meter em confusões.
Godwin Dorure (ゴドウィン・ドリュール)
Voz: Wakamoto Norio
General de Galette, Godwin é o subordinado imediato de Gaul. Ele luta com um machado com uma esfera de aço ligada a ele.
Bernard Sablage (バナード・サブラージュ)
Voz: Ono Daisuke
Ele é líder dos Cavaleiros de Galette. Ele não só dá suporte à Princesa Leo nas batalhas como também em assuntos oficiais. Ele assume a posição de comentarista durante as transmissões.
Franboise Charley (フランボワーズ・シャルレー)
Voz: Sakurai Takahiro
Ele é repórter de Galette e seu trabalho é transmitir as informações durante a batalha para ambos os lados.

## Anime
No início do ano de 2011, foi anunciado estava em produção a série animada de Masaki Tsuzuki , sob a produção do estúdio Seven Arcs, com direção de Keizō Kusakawa. No dia 2 de Abril do mesmo ano, o primeiro episódio foi ao ar nos canais Tokyo MX, Tochigi TV, Gunma TV, Chiba TV, TVK, TV Saitama e MBS e, depois, nos canais CBC e BS11. Em 25 de Junho, o último episódio foi exibido pelos mesmos canais.

### Músicas
Tema de Abertura 「SCARLET KNIGHT」 "Cavaleiro Escarlate"
Letra e Cantora: Mizuki Nana / Música: Fujima Hitoshi
Tema de Encerramento 「PRESENTER」 "Apresentador" (Episódio 1-12)
Letra: Nakamuta Kanata / Música: Elements Garden / Cantora: Horie Yui
Outras
「きっと恋をしている」 (Kitto Koi wo Shiteiru) "Certamente Você está Apaixonado" (Episódio 5)
Letra: Tsuzuki Masaki / Música: Takase Kazuya / Cantora: Millhiore F. Biscotti (Horie Yui)
「Promised Love 〜ダイスキ×100〜」 "Amor Prometido ~Amo-te×100~" (Episódio 11)
Letra: Tsuzuki Masaki / Música: C.G mix / Cantora: Millhiore F. Biscotti (Horie Yui)
「Miracle Colors」 "Cores do Milagre" (Episódio 13)
Letra: Tsuzuki Masaki / Música: Nakazawa Tomoyuki / Cantora: Milhiorie F. Biscotti (Horie Yui)

### Episódios
| #  | Título Original                      | Título em Rōmaji                         | Título em Português                               | Data de Exibição (Japão) |
| -- | ------------------------------------ | ---------------------------------------- | ------------------------------------------------- | ------------------------ |
| 01 | 勇者誕生!                            | Yūsha Tanjō!                             | O Nascimento de um Herói!                         | 2 de Abril de 2011       |
| 02 | はじめての戦!                        | Hajimete no Sen!                         | A Primeira Batalha!                               | 9 de Abril de 2011       |
| 03 | 帰りたい!帰れない?勇者inフロニャルド | Kaeritai! Kaerenai? Yūsha in Furonyarudo | Quero Voltar! Não Posso Voltar? Herói em Flonyard | 16 de Abril de 2011      |
| 04 | 突撃!姫様奪還戦!!                    | Totsugeki! Hime-sama Dakkan-sen!!        | Ataque! Batalha de Recuperação da Princesa!!      | 23 de Abril de 2011      |
| 05 | 激闘!ミオン砦!                       | Gekitō! Mion Toride!                     | Combate Feroz! Forte Mion!                        | 30 de Abril de 2011      |
| 06 | 星詠みの姫                           | Hoshi Yomi no Hime                       | A Princesa Adivinha                               | 7 de Maio de 2011        |
| 07 | 宣戦布告                             | Sensen Fukoku                            | Proclamação de Guerra                             | 14 de Maio de 2011       |
| 08 | 開戦の日                             | Kaisen no Hi                             | Dia da Guerra                                     | 21 de Maio de 2011       |
| 09 | グラナ砦攻防戦                       | Gurana Toride Kōbō-sen                   | Batalha da Fortaleza Grana                        | 28 de Maio de 2011       |
| 10 | 勇者と姫と希望の光                   | Yūsha to Hime to Kibō no Hikari          | O Herói, a Princesa e a Luz da Esperança          | 4 de Junho de 2011       |
| 11 | 夜空に花が舞うように                 | Yozora ni Hana ga Mau yō ni              | Como Flores Dançando no Céu Noturno               | 11 de Junho de 2011      |
| 12 | 4つの条件                            | Yottsu no Jōken                          | Quatro Condições                                  | 18 de Junho de 2011      |
| 13 | 約束                                 | Yakusoku                                 | Promessa                                          | 25 de Junho de 2011      |